# Sternhausen
Der Sternhausen (Huso stellatus, Synonym: Acipenser stellatus) oder Scherg ist eine Art der Störe.

## Merkmale
Der Rücken ist rostbraun mit einer blauschwarzen Tönung. Der restliche Körper ist rötlich, wobei die Bauchseite weiß mit einem leicht silbrigen Glanz ist. Das Weibchen wird bis zu 220 cm lang, wiegt aber nur 68 kg, da dieser Fisch einen langgestreckten Körper besitzt.

## Verbreitung

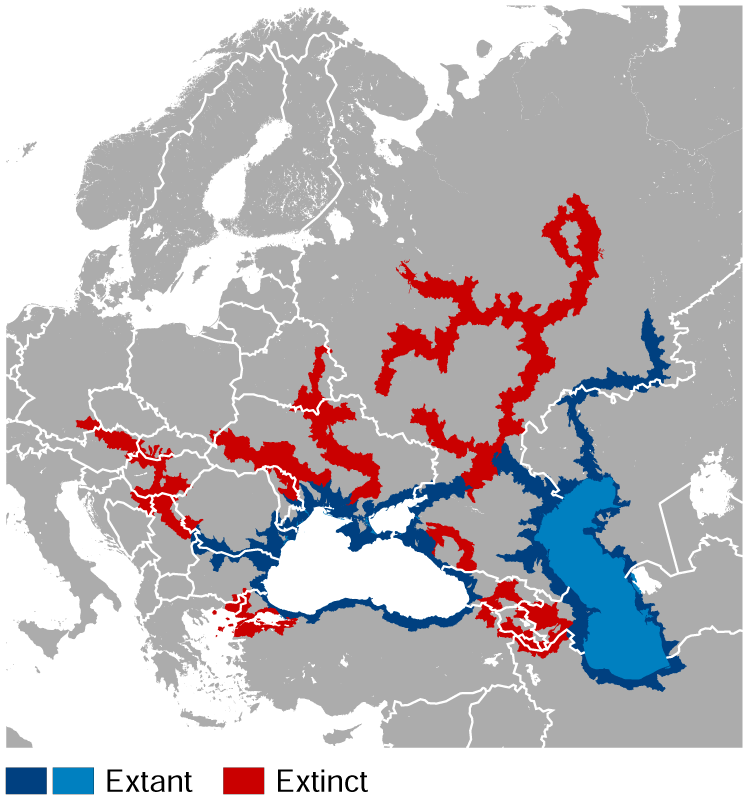
Verbreitung des Sternhausen (Englisch: Extant = Heutiges Verbreitungsgebiet, Extinct = Ehemaliges Verbreitungsgebiet)

Der Sternhausen lebt im Schwarzen Meer, Asowschen Meer und im Kaspischen Meer und in dessen Zuflüssen. Er wurde auch selten schon in der Adria (bei Zadar), im Fluss Mariza und im Aralsee gefangen. Früher bewohnte der Sternhausen die Donau bis Preßburg. Heute kann er wegen des Stauwerks am Eisernen Tor in Rumänien den Fluss nicht mehr weiter aufsteigen.

## Lebensweisen
Der Sternhausen ist ein Wanderfisch, bei dem man wiederum zwischen der Sommer- und Winterform unterscheidet. Die Sommerform bleibt zum Ablaichen im Unterlauf der Flüsse. Sie laicht in den Flussmündungen im Juni auf Geröllbänken. Die Winterform laicht weiter flussaufwärts. Sie laicht im Juni bis September. Die Nahrung des Sternhausens setzt sich aus Insektenlarven, Krebsen und kleinen Fischen zusammen.

## Nachzucht
Da Sternhausen vom Aussterben bedroht sind werden sie in Wien mit dem LIFE-Boat 4 Sturgeon nachgezüchtet.